# Edmundo Pallemaerts
Edmundo Pallemaerts (* 21. Dezember 1867 in Mechelen; † 20. April 1945 in Buenos Aires) war ein belgisch-argentinischer Komponist und Musikpädagoge.
Pallemaerts studierte am Königlichen Konservatorium Brüssel bei Maurice Kufferath und Arthur De Greef. 1889 ging er nach Buenos Aires, wo er 1894 das Argentinische Konservatorium gründete. Sein bekanntester Schüler war der Komponist Enrique Mario Casella. Zu seinen kompositorischen Werken zählen eine Sinfonie, eine Fantasia Argentina und Boerenkermis für Orchester, die Oper Sangue Fiamingo, das Oratorium Bodougnat sowie Klavierwerke und Vokalmusik nach niederländischen, französischen und spanischen Texten. Für den Gebrauch am Conservatorio Argentino verfasste er das Lehrwerk El Maestro De Musica.